# Хамелеон (персонаж)
Хамелеон (англ. Chameleon), справжнє ім'я Дмитро Смердяков (англ. Dmitri Smerdyakov) — персонаж з коміксів американського видавництва Marvel Comics, найперший суперлиходій Людини-павука в коміксах.

## Історія публікації
Персонаж вперше з'явився в Amazing Spider-Man # 1 (березень 1963) і був створений письменником Стеном Лі та художником Стівом Дітко. Хамелеон став першим ворогом Людини-павука, який з'явився в коміксах.
Дмитро Смердяков (англ. Dmitri Smerdyakov) народився в Росії. Він єдинокровний брат Сергія Кравінова (англ. Sergei Kravinoff). Батько у них спільний, а ось матір'ю Дмитра була Соня Смердякова — служниця в будинку Кравінова. За роки проживання в будинку свого батька Смердяков навчився ненавидіти себе. Батькові не подобалося його обличчя, мати постійно принижувала Дмитра, а решта людей ставилися до нього з презирством, оскільки він був незаконнонародженим. Єдиний, хто ставився до нього нормально, був єдинокровний брат Смердякова Сергій, хоча і він часто жорстоко поводився з ним. Щоб справити на брата враження, Дмитро копіював поведінку своїх сусідів. Смердяков був так глибоко травмований, що повірив, нібито він і Сергій — кращі друзі.
Його здатність копіювати поведінку інших людей незабаром привернула увагу Комуністичних країн, які завербували і навчили Смердякова в якості шпигуна. Дмитро покладався на свої театральні навички, спеціальний костюм, який міняв колір, форму і особливу косметику, що приховує його особистість. Смердяков також носив незвичайний жилет, в якому зберігалися матеріали, необхідні для швидкої маскування. Через те що в дитинстві батько знущався над Дмитром з приводу його особи, Смердяков практично завжди носив маску і рідко показував своє справжнє обличчя. Хамелеон — вправний майстер перевтілення. Спочатку він користувався лише гримом і костюмами, тепер — ж в арсеналі засобів лиходія комп'ютерний пояс, і особлива сироватка — вони дозволяють без косметики міняти зовнішність за своїм бажанням. Крім того, одяг негідника містить матеріал з пам'яттю, який також стає іншим за волею Хамелеона, не рахуючи грабіжника, який убив Бена Паркера (Хронологічно першим ворогом Павука був Нагнетатель).
Ім'я Хамелеон було взято з роману «Брати Карамазови». Автори поєднали «Дмитро» і «Смердяков».

## Сили і здібності
Спочатку Хамелеон не мав надлюдських здібностей, для маскування він користувався складним гримом і масками. Але його навички в цьому просто неймовірні: він здатний повністю змінити зовнішність всього лише за одну хвилину. Він — майстер перевтілень, здатний повністю скопіювати голос і манери людини так, що відрізнити не зможе навіть близька людина.
Пізніше він отримав від Спенсера Смайта голографічний пояс, який дозволяв копіювати і приймати зовнішності сотень людей. Також він носив костюм зі спеціальної тканини, яка могла змінювати форму і колір під дією електричних імпульсів з пояса, для копіювання одягу.
Пізніше його шкіра була хірургічно і мутаційно змінена так, що він може змінювати вигляд за бажанням. Костюм з матеріалу з пам'яттю також тепер змінює форму тільки по одній думці.
Смердяков — майстер шпигунства, експерт з вибухових речовин і відмінний стрілець. Він також чудовий актор. Згодом Хамелеон став використовувати для своїх злочинних цілей голограми, спецефекти, сироватки і маски з живої шкіри.